# José Alberto Cabañes
José Alberto Cabañes Andrés (Espinosa de Cerrato, 18 de octubre de 1945) es un ginecólogo y político español.

## Trayectoria
Residente en Badajoz, en las elecciones municipales de 2007 fue segundo de la lista del Partido Socialista Obrero Español para dicho Ayuntamiento, siendo elegido Concejal. Posteriormente, en las elecciones generales de 2008 fue cabeza de lista del PSOE por la provincia de Badajoz, siendo elegido Diputado al Congreso.